# Lewisham, New South Wales
Lewisham este o suburbie mică în vestul apropiat a orașului Sydney, Australia.